# Estación Afquintué
Afquintué fue una estación ferroviaria ubicada en la comuna chilena de Loncoche, en la Región de la Araucanía, parte del Longitudinal Sur. Esta próxima a la entrada del Túnel ferroviario homónimo, uno de los escasos túneles de la línea central Sur. Actualmente no posee servicios que se detengan en ella.

## Historia
El mandato de la construcción del ferrocarril entre Pitrufquén y Antilhue fue comandado en 1888; sin embargo debido a que la empresa encomendada no pudo desarrollar las obras, en 1899 el Estado hizo estudios para la construcción de este tramo del longitudinal Sur. Se decidió que el trabajo se realizaría entre los tramos Pitrufquén-Loncoche y Loncoche-Antilhue. Los trabajos comenzaron en ambas secciones el 10 de octubre de 1899. El 15 de marzo de 1905 se terminaron las obras del ramal, excepto un túnel. El 28 de marzo de 1906 se entrega para la explotación provisoria el tramo de ferrocarril entre Pitrufquén y Antilhue; y el ferrocarril —incluyendo esta estación— se inaugura el 11 de marzo de 1907.
Estuvo en operaciones hasta finales de la década de 1980, actualmente el edificio se encuentra abandonado.

## Etimología
Afquintué proviene del idioma mapuche avcùn (aflijirse de pena) +tuè (tierra, zona), que significa tierra de aflicción.